# Schickendantziella trichosepala
Schickendantziella trichosepala är en alströmeriaväxtart som först beskrevs av Carlos Luis Spegazzini, och fick sitt nu gällande namn av Carlos Luis Spegazzini. Schickendantziella trichosepala ingår i släktet Schickendantziella och familjen alströmeriaväxter. Inga underarter finns listade i Catalogue of Life.